# Хронические лимфоцитарные лейкозы
Хронические лимфоцитарные лейкозы — медленно прогрессирующие онкологические заболевания крови и костного мозга, возникающие в результате накопления и/или пролиферации клональных морфологически зрелых лимфоцитов.

## Классификации
С учетом природы пролиферирующих клональных клеток заболевания можно разделить на две большие группы: Т-клеточные и В-клеточные хронические лимфопролиферативные заболевания. Внутри этих групп на основании клинических появлений и опухолевого происхождения выделяют:
- собственно лейкозы, всегда протекающие с вовлечением периферической крови;
- лейкемическая стадия (лейкемизация) лимфомы, при которой источником заболевания является периферическая лимфоидная ткань, но клинические проявления, ответ на химиотерапию и прогноз соответствуют лейкозу;
- лимфоматозные формы, при которых кровь крайне редко вовлекается в патологический процесс.

По другой классификации заболевания так же объединяются в две группы:
- Первая группа:
  - хронический лимфолейкоз,
  - болезнь Сезари (лимфоматоз кожи),
  - T-клеточный лимфоцитарный лейкоз,
  - пролимфоцитарный лейкоз (B-клеточный),
  - волосатоклеточный лейкоз[англ.] (B-клеточный).
- Вторая группа – парапротеинемические лейкозы:
  - миеломная болезнь,
  - первичная макроглобулинемия Вальденстрема,
  - болезнь тяжелых цепей Франклина

Наибольшее значение имеет хронический лимфолейкоз.

## См.также
- Хронический лимфолейкоз

- Гемобластозы
  - Лейкозы
    - Хронические лейкозы